# Championnats du monde de pétanque 1993
Navigation
Édition précédente Édition suivante
Les championnats du monde de pétanque 1993 est une édition des championnats du monde de pétanque. 

## Présentation
Cette compétition constitue la 29e édition des championnats du monde de pétanque en triplette sénior et la 4e édition en triplette junior. Elle se déroule à Chiang Mai (Thaïlande) du 16 au 20 novembre 1993 pour les triplettes séniors. Elle se déroule à Casablanca (Maroc) du 17 au 19 septembre 1993 pour les triplettes juniors

## Résultats àChiang Mai(Thaïlande)[1]

### Triplette sénior

#### Phase de groupes
| Groupe   | Qualifiés              | Eliminés                                                            |
| Groupe 1 | France et Maroc 2      | Italie 2, Djibouti, Thaïlande 2, Sénégal, Norvège 2 et Madagascar 2 |
| Groupe 2 | Maroc et Espagne       | Singapour ?, Estonie, Algérie, États-Unis 2 et Hongrie 2            |
| Groupe 3 | France 3 et Tunisie    | Allemagne 2, Belgique, Suisse 2, Italie, Pays-Bas 2 et Finlande ?   |
| Groupe 4 | Monaco 2 et États-Unis | Hongrie, Estonie 2, Japon 2, Madagascar et Grande Bretagne          |
| Groupe 5 | Suède 2 et Monaco      | Norvège, Cambodge, Danemark, Australie et Andorre                   |
| Groupe 6 | Thaïlande et France 2  | Espagne 2, Finlande ?, Japon, Portugal et Allemagne                 |
| Groupe 7 | Thaïlande 3 et Suisse  | Andorre 2, Belgique 2, Singapour ?, Pays-Bas et Australie 2         |
| Groupe 8 | Algérie 2 et Canada 2  | Israël, Suède, Danemark 2, Djibouti 2 et Grande Bretagne 2          |

#### Phase de poules
| Poule   | Qualifiés            | Eliminés                 |
| Poule A | France 3 et France   | Canada 2 et Suède 2      |
| Poule B | Tunisie et Algérie 2 | Thaïlande et Thaïlande 3 |
| Poule C | France 2 et Maroc    | Maroc 2 et Suisse        |
| Poule D | Monaco 2 et Espagne  | États-Unis et Monaco     |

#### Phase finale
| Nation    | Score | Nation   |
| --------- | ----- | -------- |
| Monaco 2  | 13-12 | Tunisie  |
| France 2  | bat   | Maroc    |
| Algérie 2 | bat   | Espagne  |
| France    | bat   | France 3 |

| Nation   | Score | Nation    |
| -------- | ----- | --------- |
| France 2 | 13-0  | Monaco 2  |
| France   | 13-1  | Algérie 2 |

| Nation    | Score | Nation   |
| --------- | ----- | -------- |
| Algérie 2 | 13-9  | Monaco 2 |

| Nation | Score | Nation   |
| ------ | ----- | -------- |
| France | 15-8  | France 2 |

## Résultats àCasablanca(Maroc)[1]

### Triplette junior

#### Phase de groupes
| Groupe   | Qualifiés             | Eliminés                                      |
| Groupe 1 | Thaïlande et Pays-Bas | Mauritanie, Japon, Hongrie et Grande Bretagne |
| Groupe 2 | Maroc 2 et Allemagne  | Espagne, Danemark, Suisse et Portugal         |
| Groupe 3 | Maroc et France       | Finlande, Luxembourg, Canada et Italie        |
| Groupe 4 | Algérie et Belgique   | Tunisie, Suède et Norvège                     |

#### Phase finale
| Nation    | Score | Nation   |
| --------- | ----- | -------- |
| Allemagne | 13-9  | Algérie  |
| Maroc     | 13-12 | Pays-Bas |
| Belgique  | 13-4  | France   |
| Thaïlande | bat   | Maroc 2  |

| Nation    | Score | Nation    |
| --------- | ----- | --------- |
| Allemagne | 13-11 | Thaïlande |
| Belgique  | 13-0  | Maroc     |

| Nation    | Score | Nation |
| --------- | ----- | ------ |
| Thaïlande | bat   | Maroc  |

| Nation   | Score | Nation    |
| -------- | ----- | --------- |
| Belgique | 15-0  | Allemagne |

## Podiums
| Épreuve          | Or                                                                              | Argent                                                             | Bronze                                                 |
| ---------------- | ------------------------------------------------------------------------------- | ------------------------------------------------------------------ | ------------------------------------------------------ |
| Triplette sénior | Philippe Quintais - Michel Schatz - Georges Simoes                              | 2 \| David Le Dantec - Michel Briand - Michel Loy                  | Mohamed Belabib - Rachid Fekir - Ahmed Zeboudi         |
| Triplette junior | Vincent Vanwetswinkel - Frédéric Constant - Cédric Moudre - William Vanderbiest | Tobias Jackel - Marco Margrander - Andréa Mahnert - Michael Friese | Tiva Jantarangkul - Kitti Sapsat - Jeeradet Kantiwanit |

## Tableau des médailles
| Rang  | Nation    | Or | Argent | Bronze | Total |
| ----- | --------- | -- | ------ | ------ | ----- |
| 1     | France    | 1  | 1      | 0      | 2     |
| 2     | Belgique  | 1  | 0      | 0      | 1     |
| 3     | Allemagne | 0  | 1      | 0      | 1     |
| 4     | Algérie   | 0  | 0      | 1      | 1     |
| 4     | Thaïlande | 0  | 0      | 1      | 1     |
| Total | Total     | 2  | 2      | 2      | 6     |